# Lotte (Unternehmen)
Die K.K. Lotte (koreanisch 롯데, japanisch 株式会社ロッテ, Kabushiki-gaisha Rotte, englisch Lotte Co., Ltd.) ist ein multinationaler Mischkonzern. Lotte ist eines der fünf größten Konglomerate Südkoreas.
Lotte wurde 1948 in Tokio von dem Koreaner Shin Kyuk-ho gegründet. Das Unternehmen beschäftigt in Südkorea etwa 56.369 Mitarbeiter, in Japan ca. 3.600. Das Unternehmensvermögen der Gruppe wird auf etwa 50 Mrd. US $ geschätzt.

## Geschichte

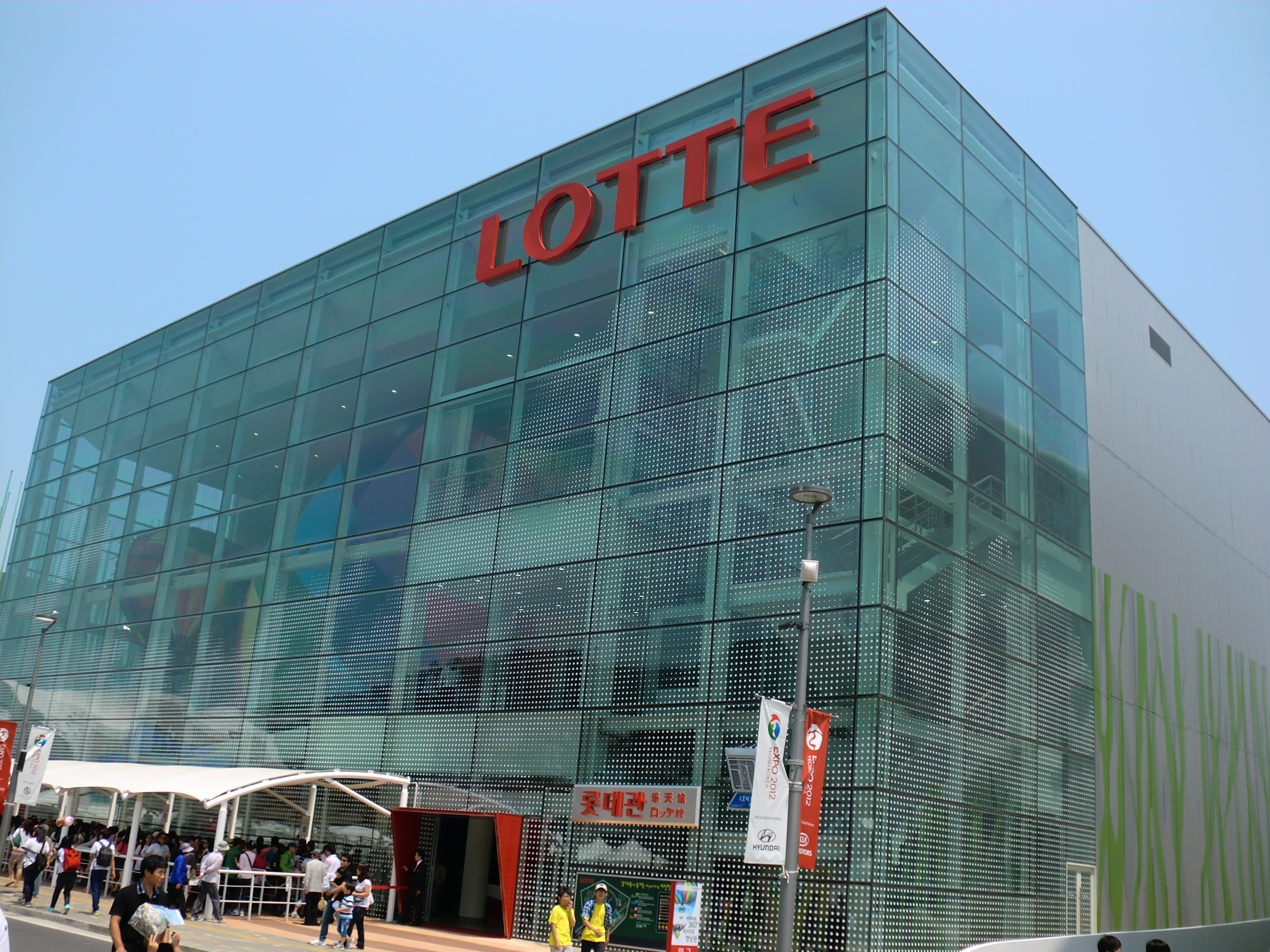
Lotte-Pavillon auf Yeosu Expo 2012

Nach der initialen Gründung 1948 in Tokio wurde nach Aufnahme der diplomatischen Beziehungen zwischen Japan und Südkorea im Jahr 1965 am 3. April 1967 in Seoul die Lotte Confectionery Co., Ltd. eröffnet. Die Firma begann mit dem Handel von Kaugummis in Japan und wurde nach und nach zu einem multinationalen Mischkonzern, dessen Schwerpunkte im Bereich Nahrungsmittel und Petrochemie liegen.
Die Unternehmen der Gruppe in Japan wurden vom älteren Sohn des Gründers Shin Dong-joo und die südkoreanischen Unternehmen vom jüngeren Sohn Shin Dong-bin geleitet. Shin Dong-joo beanspruchte die Führung der gesamten Gruppe und wollte sich in die Geschäfte seines jüngeren Bruders einmischen. Der Kampf zwischen beiden Brüdern wurde öffentlich ausgetragen. Am 8. Januar 2015 entließ der damals 93-jährige Gründer Shin Kyuk-ho den älteren Sohn vom Vize-Chairman-Posten. Es wird aber vermutet, dass der Familienzwist weitergeht, weil Shin Dong-joo Anteile an den Unternehmen der Gruppe besitzt.
Am 10. Juni 2016 stürmten 200 Beamte die Lotte-Zentrale in Südkorea, um Beweismittel zu sichern. Gegen einige Unternehmen des fünftgrößten Konglomerats in Südkorea wird wegen Bestechung und Führen schwarzer Kassen ermittelt. Wegen der Untersuchung verschob die Lotte-Gruppe den Börsengang von Lotte Hotel. Lotte Chemical zog darauf das Übernahmeangebot für das US-amerikanische Axiall Corp. zurück.

## Name
Der Name der Firma ist weder japanisch noch koreanisch, sondern kommt aus dem Deutschen. Der Gründer Shin Kyuk-Ho war so begeistert von Johann Wolfgang von Goethe und besonders von dessen Roman Die Leiden des jungen Werthers, dass er in Anlehnung an Charlotte (auch oft kurz als Lotte) seiner Firma den gleichen Namen gab.

## Tochterunternehmen

### Nahrungsmittel- und Getränkeindustrie
- Lotte Confectionery Co., Ltd., Süßwaren, Kaugummi, Eis
- Lotte Chilsung Beverage Co., Ltd., Softdrinks, Fruchtsäfte, Mineralwasser, Pepsi-Cola

Der südkoreanische Biermarkt wurde lange Zeit von nur zwei Herstellern dominiert: Oriental Brewery und HiteJinro. Die ausländische Presse kritisierte vor allem den „flachen“ Geschmack der südkoreanischen Biersorten. The Economist schrieb sogar, dass die Nordkoreaner nur eine Sache besser machen könnten als die Südkoreaner, und das sei das Bierbrauen. 2014 kam ein dritter Player im südkoreanischen Biermarkt hinzu. Lotte startete mit der Marke Kloud und konnte den Marktanteil schnell steigern. Lotte wirbt vor allem damit, dass die Biermarke mit reinem Malz sowie Hopfen gebraut wird und während des Brauvorgangs kein Wasser zugesetzt wird. Die Herstellung entspricht dem in Deutschland sehr verbreiteten Verfahren. Für 2017 war eine zweite Brauerei geplant und das Unternehmen visiert einen Marktanteil von 30 % an.
- Lotte Foods Co., Ltd., Fisch, Fleisch, Tiefkühlkost, Milchprodukte
- Lotte Boulangerie Co., Ltd., Backwaren
- Lotte Wedel, polnischer Schokoladenhersteller

### Elektronikindustrie
- Korea Fujifilm Co., Ltd., ein Joint Venture mit der japanischen Fujifilm Holdings Corporation zur Herstellung und zum Vertrieb von Digitalkameras, -druckern, Fotopapieren, Filmchemie, Batterien
- Canon Korea Business Solutions Inc., ein Joint Venture mit der japanischen Canon Inc. zur Herstellung und zum Vertrieb von Druckern, Fotokopierern und Faxgeräten sowie Toner- und Tintenpatronen

### Konsumgüterindustrie
- Lotte Aluminium Co., Ltd., Herstellung von Aluminiumfolien, Sicherheitstechnik, Unterhaltungselektronik

### IT, Beratung
- Lotte Data Communication Corp., IT-Beratung, Software-Entwicklung
- Daehong Communications Corp., Marketingberatung

### Handel
- Lotte Shopping Co., Ltd. (Lotte Department Store), 29 Kaufhäuser in Südkorea, China und Russland. Im Rahmen der Auslandsexpansion wurden die chinesischen (acht Cash-&-Carry-Märkte) und indonesischen (19 Makro-Cash-&-Carry-Märkte) Auslandsgeschäfte der holländischen Kette Makro übernommen. Das Unternehmen ist das größte Einzelhandelsunternehmen in Südkorea.
- Lotte Mart, Discounter
- Lotte GRS Co., Ltd., Fast-Food-Restaurantkette in Korea
- Lotte Midopa, Kaufhäuser
- Lotte.com, Online-Shop
- Lotte Trading Co., Ltd., Import-/Export
- Lotte Asahi Liquor Co., Ltd., Vertrieb der Produkte der japanischen Asahi Brauerei in Südkorea
- Woori Home Shopping Inc.
- FRL Korea Co., Ltd., Bekleidung

### Tourismus, Freizeit, Sport
- Hotel Lotte Co., Ltd.
- Hotel Lotte Busan Co., Ltd. (Busan Lotte Tower)
- Lotte Moolsan Co., Ltd.
- Lotte Logistics Co., Ltd. (LLC)
- Lotte rent-a-car
- Lotte Station Building Co., Ltd.
- Lotte Skyhill C.C. Co., Ltd.
- Lotte JTB Co., Ltd.
- Lotte Giants Co., Ltd., ein Baseball-Team in Südkorea
- Chiba Lotte Marines, ein Baseball-Team in Japan

### Finanzdienstleistungen, Versicherungen
- Lotte Card Co., Ltd.
- Lotte Capital Co., Ltd.
- Lotte Insurance Co., Ltd.
- Lotte Asset Development Co., Ltd.

### Chemische Industrie
- Lotte Chemical

### Bauindustrie
- Lotte Engineering & Construction Co., Ltd.

### Maschinenbau
- Lotte Engineering & Machinery Mfg. Co, Ltd.

## Freizeitparks
- Lotte World (롯데월드) ist ein Freizeitpark in Seoul, der zum Teil aus einem großen Hallenbereich besteht und einem Vergnügungspark auf einer Insel, der mit einer Monorail angebunden wird. Der Park wurde am 12. Juli 1989 eröffnet und gilt als der größte überdachte Park weltweit. Er wird jährlich von etwa acht Millionen Personen besucht.
- Lotte’s Magic Forest (롯데 매직 포레스트) ist ein am 30. September 2021 eröffneter Freizeitpark in Busan. Eine der Hauptattraktionen ist eine Achterbahn des Typs Blue Fire Megacoaster des deutschen Herstellers Mack Rides.[8]